# James White
James Springer White (Palmyra, Maine, 4 de agosto de 1821 — Battle Creek, Michigan, 6 de agosto de 1881), também conhecido como Thiago White, foi o co-fundador da Igreja Adventista do Sétimo Dia e marido de Ellen G. White. Em língua portuguesa ele é conhecido como Tiago White.

## Biografia

### Primeiros anos

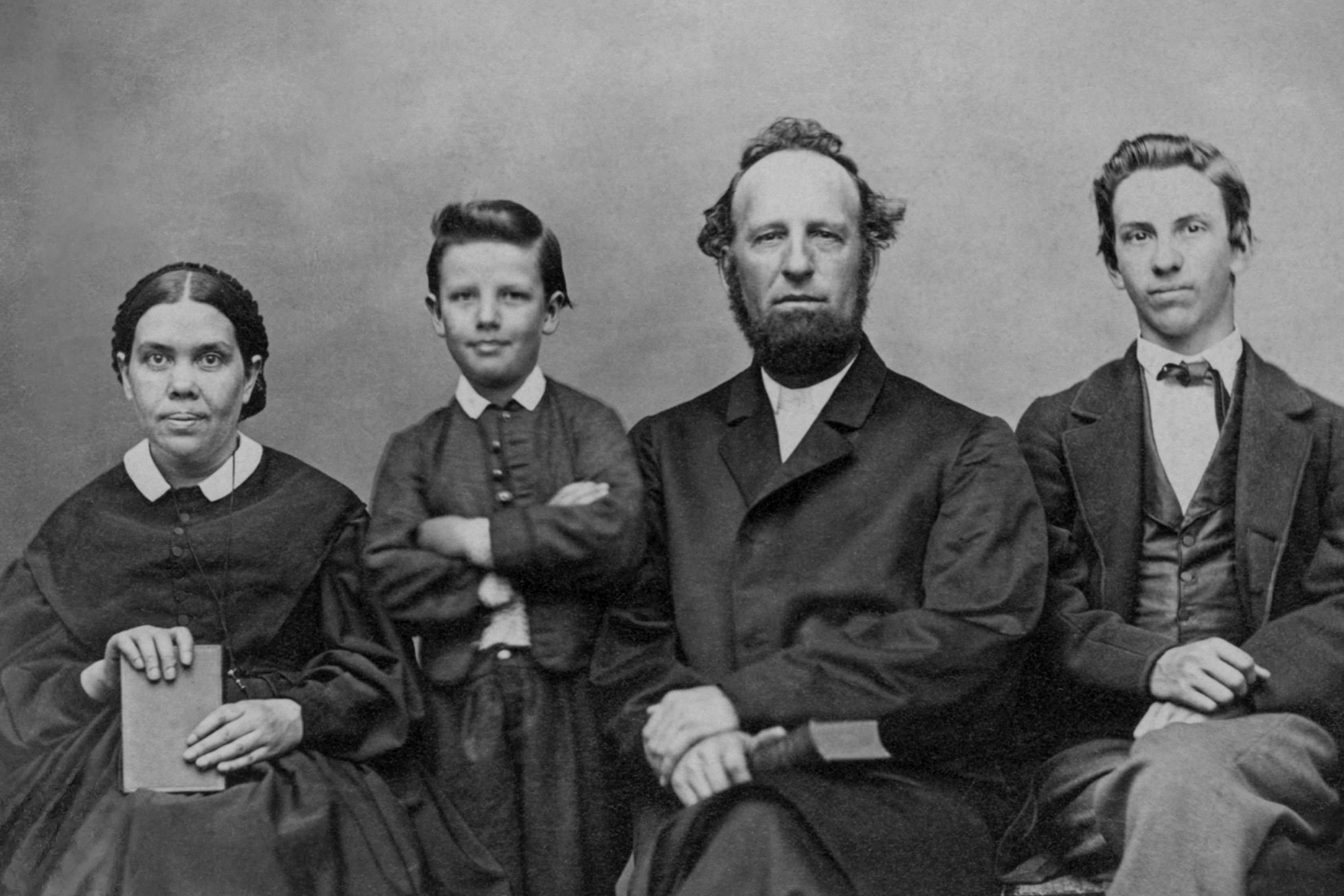
Família de Tiago e Ellen White em 1865.

Nascido de uma família de pioneiros ingleses. Ele relatou em seu livro Life Incidents (p. 9) que seu pai descendia de um dos Peregrinos que vieram no navio Mayflower e desembarcaram em Plymouth Rock, em dezembro de 1620. Registros genealógicos publicados em 1900 remontam os ancestrais de James White como sendo da família de John White, de Salem, que se sabe ter estado na Nova Inglaterra em 1638. A mãe de James era neta do Dr. Samuel Shepard, um ministro batista da Nova Inglaterra.
James, o quinto de nove filhos, quando menino era débil fisicamente, sofria especialmente de uma enfermidade nos olhos, que o impediu de ir à escola até os 19 anos. Então, entrou no colégio perto de Albany, Maine. Estudando 18 horas por dia, em 12 semanas ele obteve um certificado indicando suas qualidades para ensinar as matérias normais de seu curso.

### Pregador milerita
Aos 15 anos de idade, James foi batizado na denominação chamada Conexão Cristã, à qual seus pais pertenciam. Ao voltar para casa depois de uma classe de inverno, conheceu, por sua mãe, a mensagem adventista. Persuadido a assistir as reuniões realizadas pelos “Irmãos Oakes, de Boston”, convenceu-se da importância do que ele tinha ouvido e da exigüidade do tempo. Deixou a escola a fim de se unir à proclamação da mensagem adventista. Em setembro de 1842, em Castine, no Oeste do Maine, ouviu William Miller e Josué V. Himes. Adquirindo um dos novos diagramas proféticos e alguns folhetos, aventurou-se a pregar, viajando com um cavalo emprestado, com sela e freios mal consertados. Sendo consagrado, fervoroso e corajoso e adquirindo conhecimento e perspicácia, obteve sucesso no evangelismo. Relatou-se que, em resposta à sua pregação nos meses do inverno de 1842-1843, mais de 1.000 homens e mulheres foram levados a Cristo. Ao voltar para Palmyra em abril de 1843, foi ordenado ao ministério na denominação cristã a qual pertencia. Com seus amigos adventistas, White sofreu sensivelmente a Desapontamento de 22 de outubro de 1844, mas apegou-se à Palavra de Deus e foi preparado a ir avante à medida que mais luz dessa Palavra brilhasse em seu caminho.

### Casamento e família

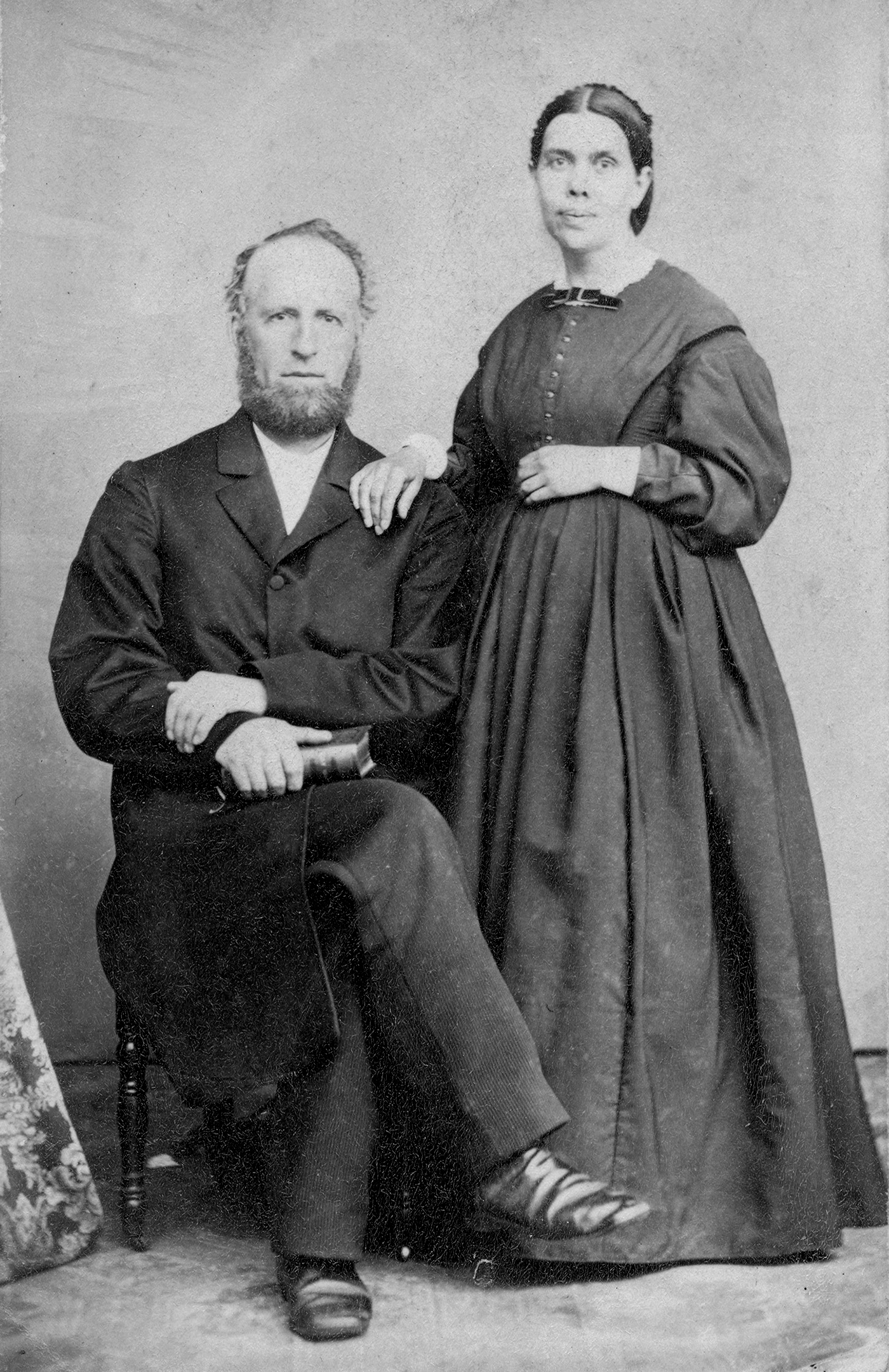
Tiago e Ellen White em 1864.

Logo em 1845, White tornou-se conhecido de Ellen Harmon quando, por ocasião de sua viagem ao Maine Ocidental trabalharam juntos para combater o fanatismo, trabalhou com ele. Antes do Desapontamento, em uma visita a Portland, no Maine, ele se encontrou com ela e a observou. Um namoro iniciou-se mas amadureceu somente após eles terem se assegurado de que estava dentro da providências de Deus que se casassem. Casaram-se por um juiz de paz na cidade de Portland, Maine, no dia 30 de agosto de 1846.
No primeiro ano de seu casamento, James e Ellen White moraram na casa dos pais de Ellen, primeiramente em Portland, Maine, e então em Gorham, Maine. Embora o sábado tenha sido apresentado a eles por José Bates em 1846, somente após seu casamento começaram a guardá-lo. O folheto de 48 páginas sobre o sábado publicado por Bates, em agosto de 1845, foi um fator para este passo. Em outubro de 1847, James e Ellen White foram convidados a trazer Henry, seu filho de cinco semanas apenas a Topsham, Maine, e a estabelecerem seu lar nas salas do segundo andar do lar dos Howlands. Começaram sua vida com mobília emprestada, mas decidiram ser financeiramente independentes. James cortava madeira e trabalhava na construção de uma ferrovia para seu sustento. Mas não ficaram ali por muito tempo. Com a aceitação de um convite para assistir a uma conferência em Rocky Hill, Connecticut, em abril de 1848, James dedicou-se desde então ao ministério.

## Serviço Adventista

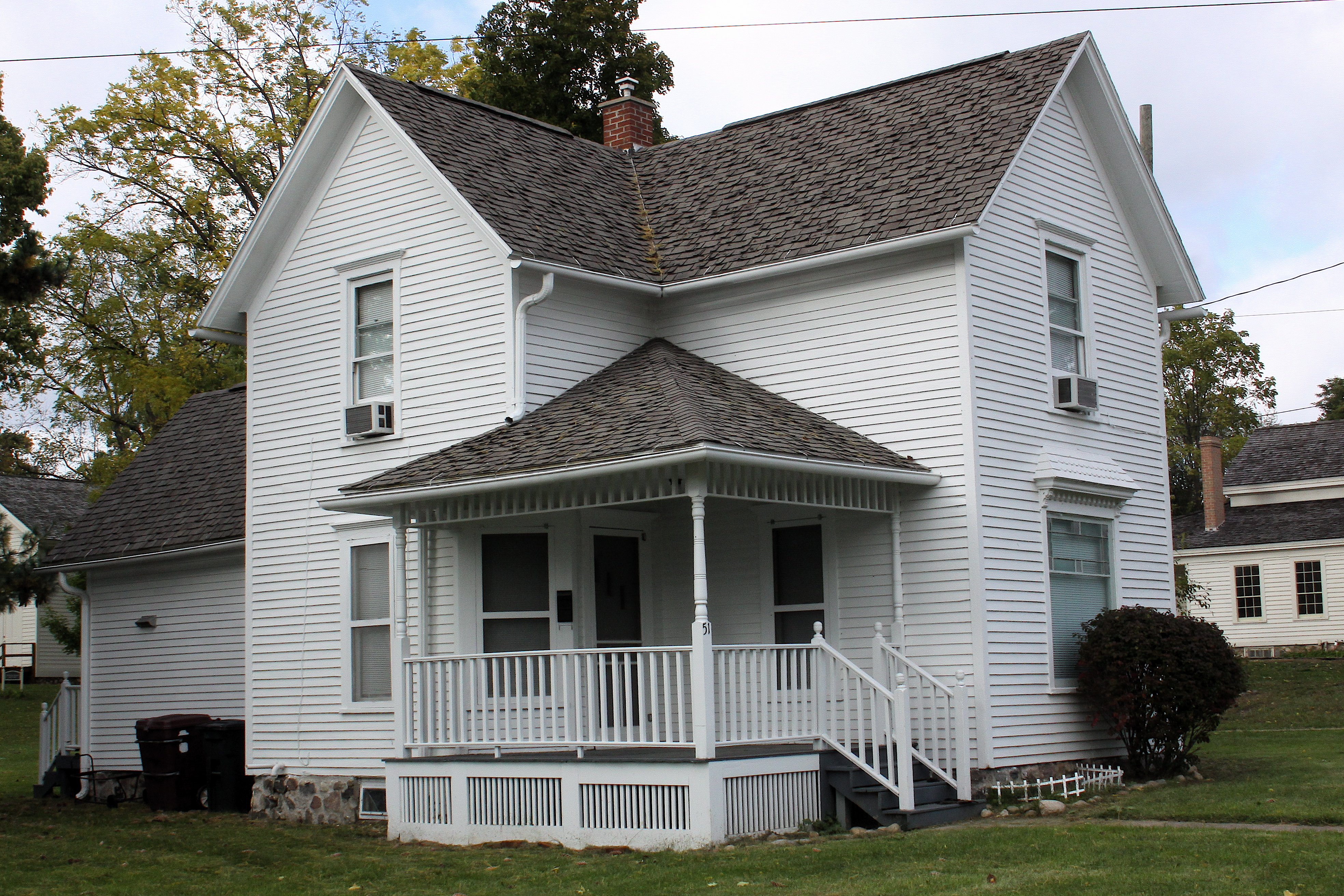
Vila Adventista Histórica - Lar de James e Ellen White (lateral)

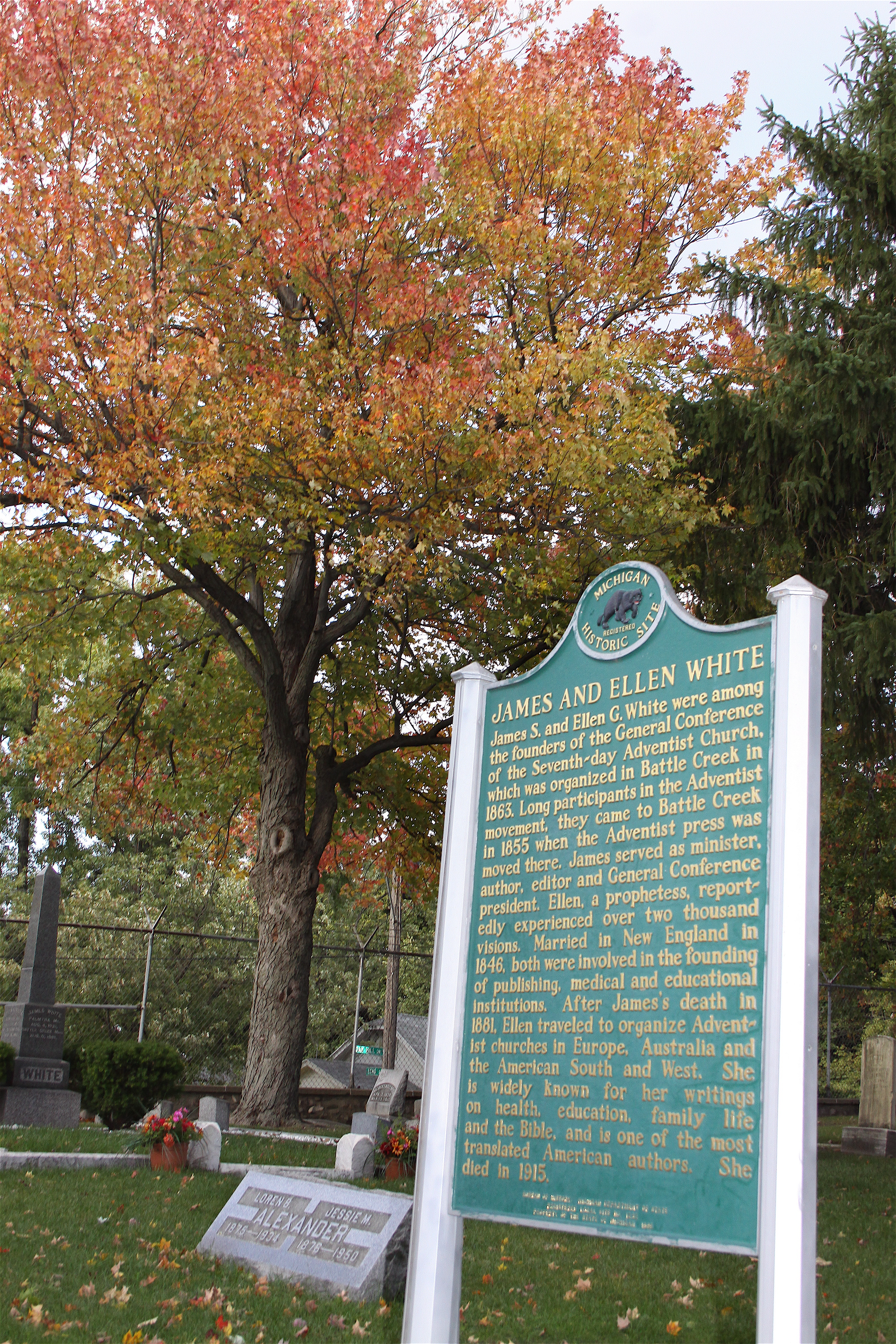
Cemitério Oak Hill - James e Ellen White

No ano de 1850, James começou a dirigir a organização dos Adventistas Guardadores do Sábado. Isso culminou na formação da Associação Geral em maio de 1863, em meio à Guerra Civil e num tempo em que os líderes da Igreja estavam enfrentando grandes problemas. Ele serviu em diversas ocasiões como presidente da Conferência Geral dos Adventistas do Sétimo Dia (1865-67; 1869-71; 1874-80).
mensageiros da Palavra do Senhor,

### Obra de Publicações
James White conhecia muito bem e utilizou eficientemente o poder da página impressa. Sua primeira publicação foi um folheto de 24 páginas publicado em maio de 1847, em Brunswick, Maine, intitulado "A Word to the Little Flock” (Uma Palavra ao Pequeno Rebanho, disponível atualmente em uma reedição fac-símile em inglês).               

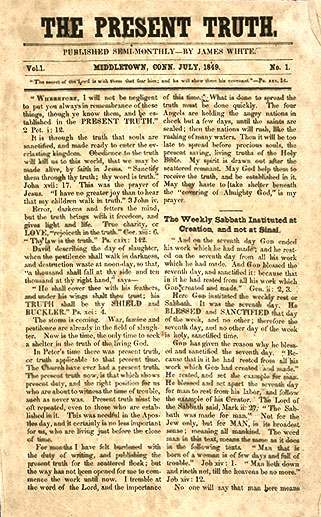
Primeira edição de The Present Truth

 No verão de 1849, animado por sua esposa e utilizando sua Bíblia de 75 centavos e a concordância, já sem capa pelo uso, James White preparou os artigos para o Present Truth, que tinha oito páginas. As primeiras quatro publicações foram feitas em Middletown, Connecticut, em julho, agosto e setembro de 1849. Essas consistiram, em grande parte, de artigos escritos por ele mesmo. O folheto formava um laço que mantinha os Adventistas Guardadores do Sábado em comunhão bem íntima. Em dezembro de 1849, publicou o "Hymns for God’s Peculiar People That Keep the Commandments of God and the Faith of Jesus" (Hinos para o Povo peculiar de Deus que Guardam os Mandamentos de Deus e têm a Fé de Jesus), um hinário de 48 páginas contendo letras de hinos sem música. Nos anos posteriores, ele editou hinários maiores, alguns com música.
Enquanto viveu, James White era a influência diretiva na Review and Herald, e na maior parte do tempo, atuou como editor, redator-correspondente ou um membro do grupo de editores. Através dessa revista, a influência de White era fortemente sentida nas fileiras ASD. Seus artigos e editoriais cobriam muitos assuntos importantes para a Igreja iniciante. Eram claros e poderosos em apresentar as necessidades da obra e os altos padrões que seus membros e instituições deveriam ter. De tempos em tempos, em artigos informativos escritos em seu próprio estilo, James White revelou o progresso da obra ASD e previa uma obra sempre crescente durante dias mais felizes no futuro.
Em agosto de 1852, James White começou a publicação do Youth’s Instructor (Instrutor dos Jovens), um material mensal editado primariamente com o fim de levar lições da Escola Sabatina para crianças e jovens. Ele mesmo preparou as primeiras lições. Logo repassou os fardos deste jornal a outros associados com ele na obra de publicações.
Como citado anteriormente, em 1874, White iniciou o Signs of The Times (Sinais dos Tempos), com o objetivo de ser um jornal religioso semanal. Como o ocorreu com a Review and Herald, White foi o primeiro editor e então enquanto viveu, seu nome apareceu como editor.
Escreveu e editou quatro livros, todos publicados pela imprensa a vapor da Associação de Publicações dos ASD, em Battle Creek: Incidentes Comuns em Relação Com o Grande Movimento do Advento (373 pp), 1868; Esboços da Vida Cristã e Labores Públicos de William Miller (416 pp.), 1875; e Vida, Experiências e Labores do Irmão José Bates (320 pp.), 1878; Esboços da Vida de James e Ellen G. White (416 pp), 1880.

### Organizador da Igreja Adventista do Sétimo Dia

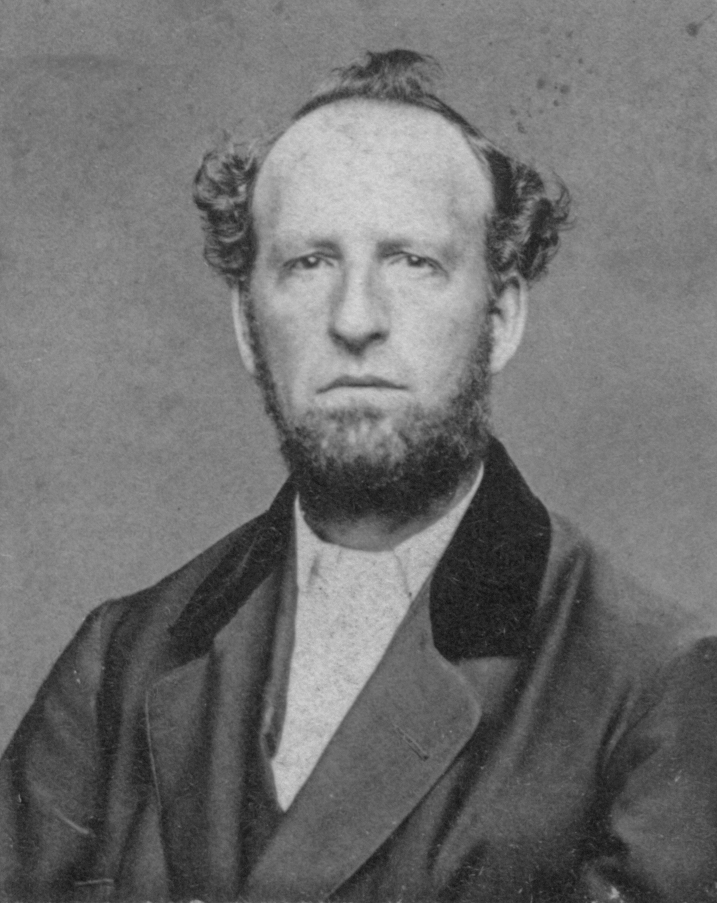
Retrato de James S. White aos 38 anos (1859).

Durante a década de 1850, James White liderou uma campanha fervorosa em prol da Organização da Igreja Adventista do Sétimo Dia. Expulsos de suas igrejas durante o despertar milerita, eles tinham aversão a esse sistema. Percebeu-se desde cedo que, sem organização, eles ficariam ineficazes e dispersos. Com apoio relativamente limitado, ele trabalhou incansavelmente, avançando passo a passo em direção a esse objetivo:
- No final de 1849, ele imprime o primeiro hinário adventista.
- Em 1851, realiza as primeiras ordenações de pastores adventistas.
- Em 1852, adquire uma prensa móvel e estabelece a Escola Sabatina para crianças.
- Em 1852, cria e é o editor-chefe do Youth Instructor, um periódico para a juventude.
- Em 1855, adquire a gráfica de Battle Creek, a primeira instituição legal adventista. James White torna-se diretor da gráfica, e Uriah Smith (1832-1903) é o editor-chefe da Review and Herald.
- Em 1859, implementa o plano de "generosidade sistemática", uma coleta de fundos para remuneração dos pastores.

White convoca os adventistas para Battle Creek, no Michigan, para uma assembleia geral de 29 de setembro a 1 de outubro de 1860. Joseph Bates é nomeado presidente da sessão e Uriah Smith, secretário. White propôs que os adventistas escolhessem um nome. "O bebê cresceu", declarou ele. "É hora de dar-lhe um nome." Ele contou como, a cada passo, encontrou oposição, mas que todas essas coisas contribuem para o desenvolvimento de sua causa. Após uma longa discussão, votaram no nome proposto por David Hewitt: adventistas do sétimo dia. Eram então 3000 membros.
Em outubro de 1861, os adventistas procedem à criação de sua primeira Associação de igrejas locais: a Associação de Michigan. Rapidamente, outras sete Associações se formam em 1862. Então, sob a iniciativa de James White, de 20 a 24 de maio de 1863, os delegados de cada Associação se reúnem em Battle Creek para fundar a Conferência Geral da Igreja Adventista (a liderança mundial). Eles elegem White como presidente, mas ele recusa, não querendo dar a impressão de que lutou por uma organização para liderá-la. John Byington (1798-1787), um ex-pastor metodista, torna-se assim o primeiro presidente da Conferência Geral. White expressa sua alegria: "A organização salvou a causa. A dissidência morreu entre nós."

### A Guerra Civil
White utilizou a palavra "secessão" de propósito. Os Estados Unidos estavam no meio de uma guerra civil. A partir de 12 de abril de 1861, a Guerra Civil rugia entre os estados do sul (escravagistas) e os estados do norte (abolicionistas). Em janeiro de 1861, Ellen White teve uma visão e alertou os adventistas de que a guerra seria longa e violenta, uma revelação contrária à opinião amplamente difundida entre os nortistas de que a guerra seria breve. Em uma declaração publicada em 1863, ela enfatizou que Deus derramaria seu julgamento sobre os Estados Unidos pelo "grande crime da escravidão". A razão para a prolongação da guerra seria dupla, afirmou ela: "Ele punirá o sul pelo pecado da escravidão e o norte por ter tolerado por tanto tempo sua influência invasiva e insuportável". Em 6 de outubro de 1863, Ellen White teve uma visão e advertiu os adventistas que a guerra seria longa e violenta, uma revelação contrária à opinião amplamente difundida entre os nortistas de que a guerra seria breve.
Os adventistas estavam divididos sobre a posição a adotar. Como os mileritas, eram abolicionistas. Alguns participaram ativamente da libertação de escravos, especialmente através da rede clandestina de trens que chegava a Battle Creek. A abolicionista adventista mais famosa era ninguém menos que Sojourner Truth (1797?-1883), uma ex-escrava emancipada em 1828, que era conselheira do presidente Abraham Lincoln e amiga pessoal de Ellen White, John Byington e John Kellogg (o pai de John Harvey Kellogg), dois adventistas ativamente envolvidos na rede de libertação de escravos. Em 1843, Sojourner Truth participou de dois acampamentos mileritas e, a partir desse momento, se identificou com os adventistas até o fim de seus dias. Uriah Smith a batizou em 1859.
Apesar de suas visões abolicionistas, os adventistas não se apressaram em se alistar no exército do norte porque não viam como poderiam obedecer ao quarto mandamento (sobre o sábado) e ao sexto mandamento ("Não matarás") da lei moral (Êxodo 20). No outono de 1862, a opinião de James White pareceu estabelecida a favor do serviço não combatente. Se o governo tornasse o alistamento obrigatório, os adventistas não deveriam resistir, mas poderiam servir ao exército como enfermeiros, cozinheiros ou em qualquer outro serviço que não os levasse a usar armas para matar seres humanos. Mas, com a prolongação da guerra, o governo dos Estados Unidos exigia um número cada vez maior de soldados. Tornou-se mais difícil escapar do alistamento obrigatório. Sob sugestão de James White, os adventistas jejuaram e oraram em fevereiro e março de 1865 por um fim rápido do conflito. Para seu grande alívio, em 9 de abril de 1865, o general sulista Robert Lee assinou o ato de rendição

### Últimos anos
As muitas responsabilidades de James exauriram suas forças. Ao aproximarem-se os anos de 1870 e ele já chegar à idade dos 60, estava exausto. Ele ansiava e pedia para que jovens entrassem no trabalho e ajudassem a levar a carga, mas teve dificuldade em repassar as responsabilidades. De novembro de 1878 até abril de 1879, os Whites fizeram seu lar no Texas. Mas estavam viajando para as reuniões campais novamente no verão de 1879. Então, exceto para as reuniões campais de 1880 e 1881, James White passou em Battle Creek. Enquanto estavam ali em 1o de agosto de 1881, tendo assistido a certas reuniões campais e esperando ir a outras, ele ficou repentinamente doente e no dia 6 de agosto, morreu no sanatório de Battle Creek. A doença foi diagnosticada primeiramente como malária, mas antes dela, estavam anos de trabalho excessivo e a pressão de carregar as responsabilidades da grande tarefa de desenvolver a Igreja. O funeral foi realizado no Tabernáculo de Battle Creek na tarde de sábado, de 13 de agosto.

## Publicações
White foi um prolífico escritor e editor para os Adventistas. Algumas de suas publicações mais populares incluem:
- Life Incidents (1868). Republicado pela Andrews University Press com uma introdução de Jerry Moon (página do editor)
- Word to the Little Flock, Folheto de 1847
- Signs of the Times, 1853
- Life Incidents, Steam Press de 1868
- Selections from Life Incidents, Steam Press de 1868
- A Solemn Appeal Relative to Solitary Vice, and the Abuses and Excesses in Marriage Relation, Steam Press de 1870
- Sermons on The Coming and Kingdom of Our Lord Jesus Christ, Steam Press de 1870
- Sketches of the Christian Life and Public Labors of William Miller, Steam Press de 1875
- The Sounding of the Seven Trumpets of Revelation 8 & 9, Steam Press de 1875
- The Second Coming of Christ, Matthew 24, 1876
- Early Life & Experiences of Joseph Bates, Steam Press de 1877
- Biblical Institute, Steam Press de 1878
- Life Sketches, Steam Press de 1880